# MonitoR radiotv
MonitoR radiotv Dal 1976 la rivista italiana per i professionisti del broadcast radiotelevisivo.
Gli argomenti trattati sono prevalentemente tecnici nel settore della radio, televisione, produzione audiovisiva.
Si rivolge ad un pubblico internazionale di professionisti, alle ditte costruttrici di apparecchiature, alle agenzie pubblicitarie, ai distributori di programmi televisivi e radiofonici, a chi lavora nel mondo della comunicazione, Radio e della Televisione.
Nel sito della rivista sono presenti numerosi testi tecnici per gli operatori del settore broadcast in lingua italiana, oltre ad un elenco completo delle aziende che producono apparecchiature per la trasmissione radiotelevisiva: dal microfono, alla telecamera, dal mixer al trasmettitore.
È un riferimento per tutti gli operatori del settore.